# Galajszender

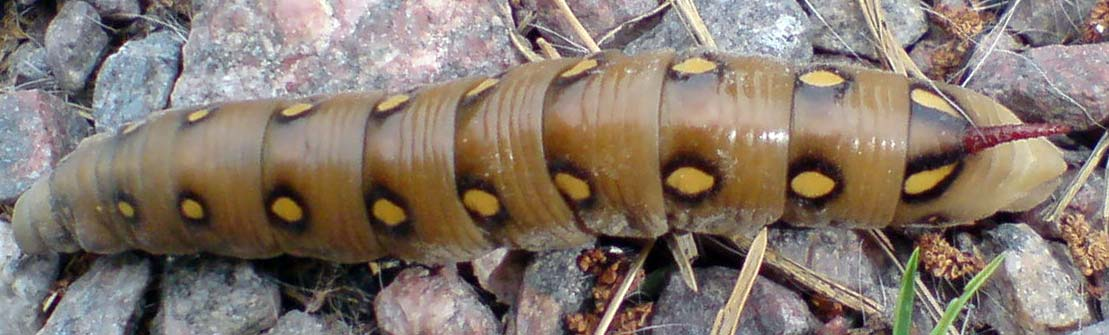
A faj bebábozódni készülő hernyója – az átalakulás előtt a hernyó színe elsötétül

A galajszender (Hyles gallii) a rovarok (Insecta) osztályának lepkék (Lepidoptera) rendjébe, ezen belül a szenderfélék (Sphingidae) családjába tartozó faj.

## Előfordulása
Ez a szenderfaj Észak-Amerikában, Európában egészen a sarkkörig, Ázsia középső részén és Japánban fordul elő.

## Megjelenése
A galajszender elülső szárnya 3–4 centiméter hosszú. Hátulsó szárnyain vörös-fehér és fekete-olajzöld minták vannak.

## Életmódja
A galajszender a virágok előtt lebegve szívja a nektárt.

## Képek

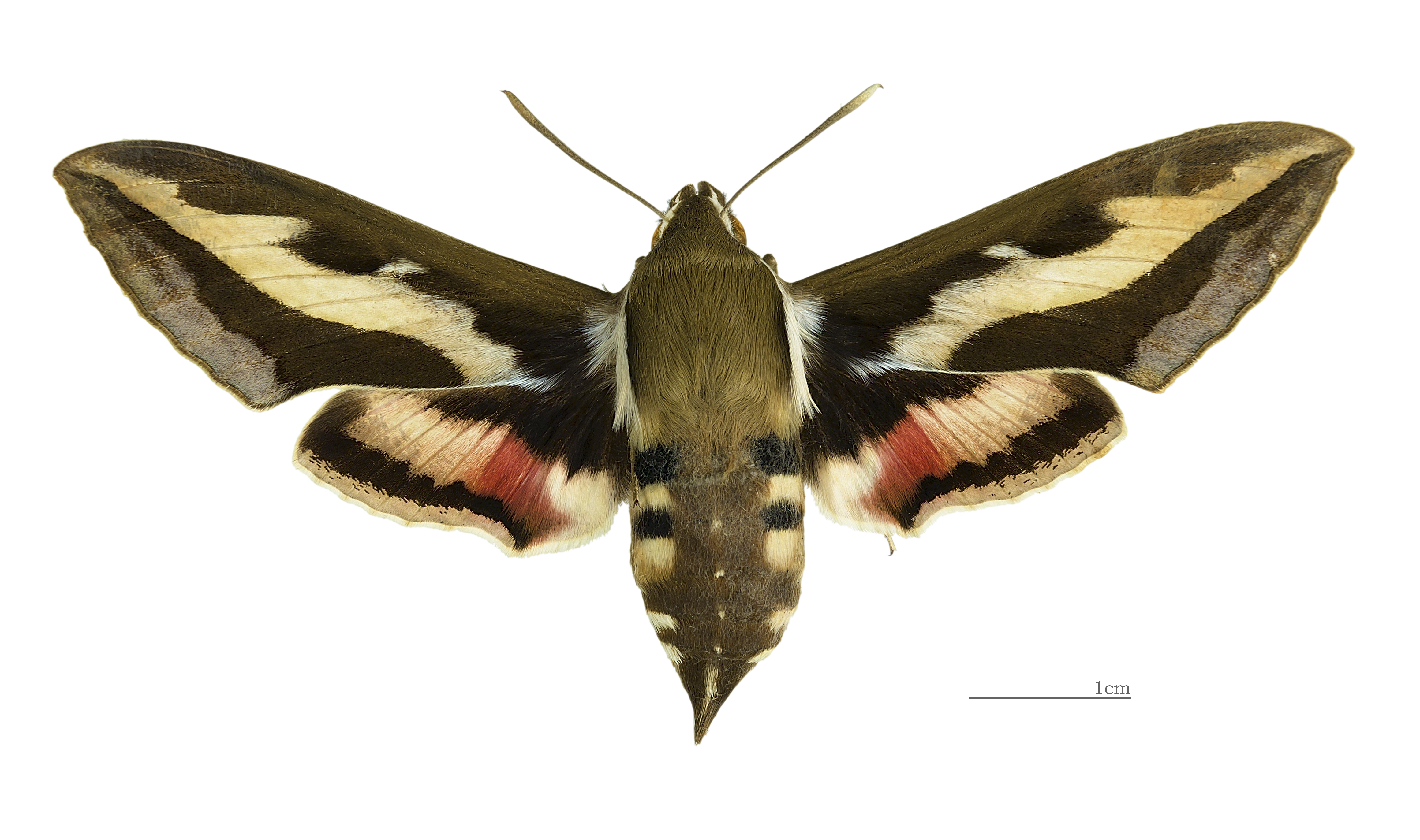
♀
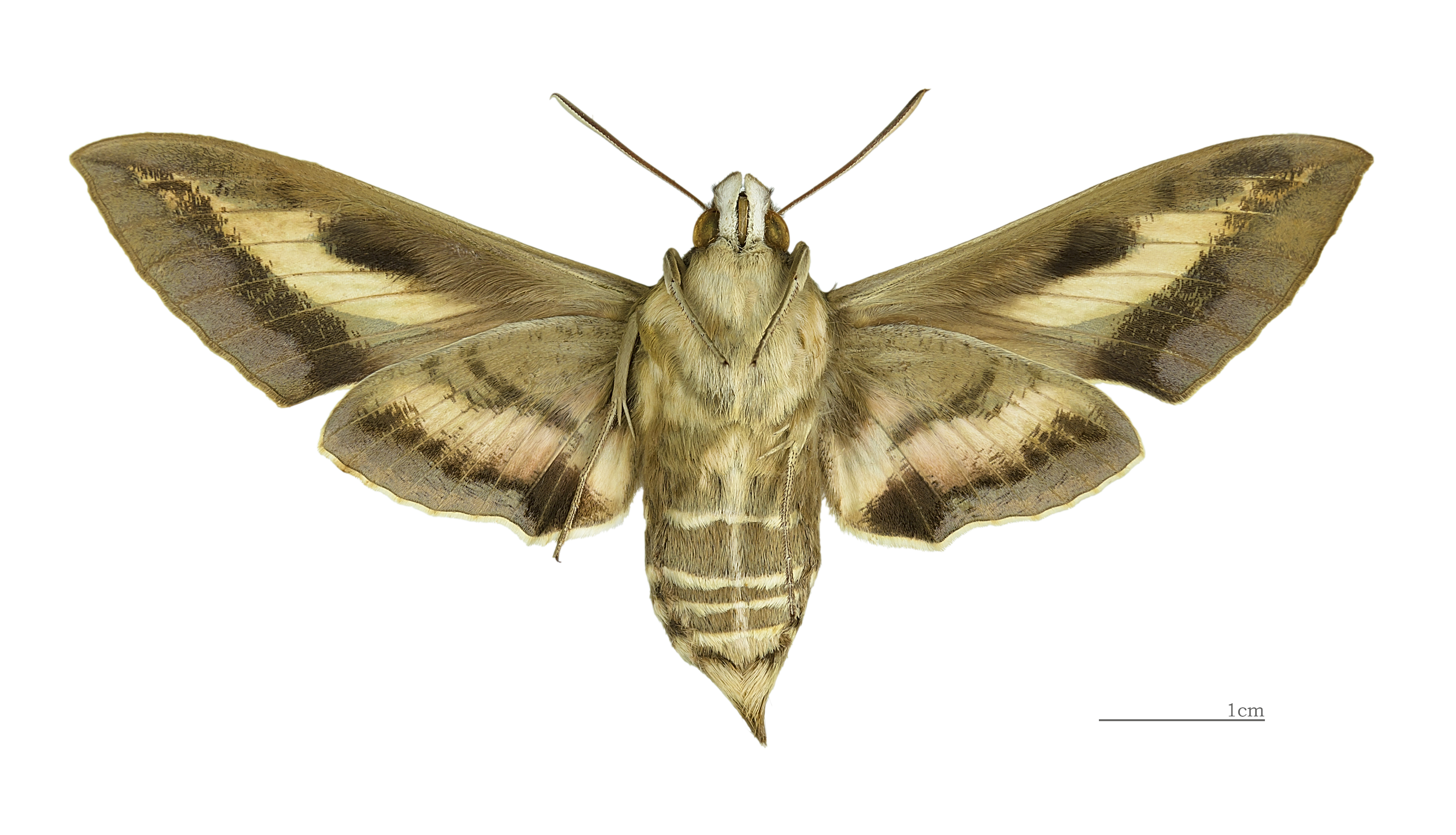
♀ △
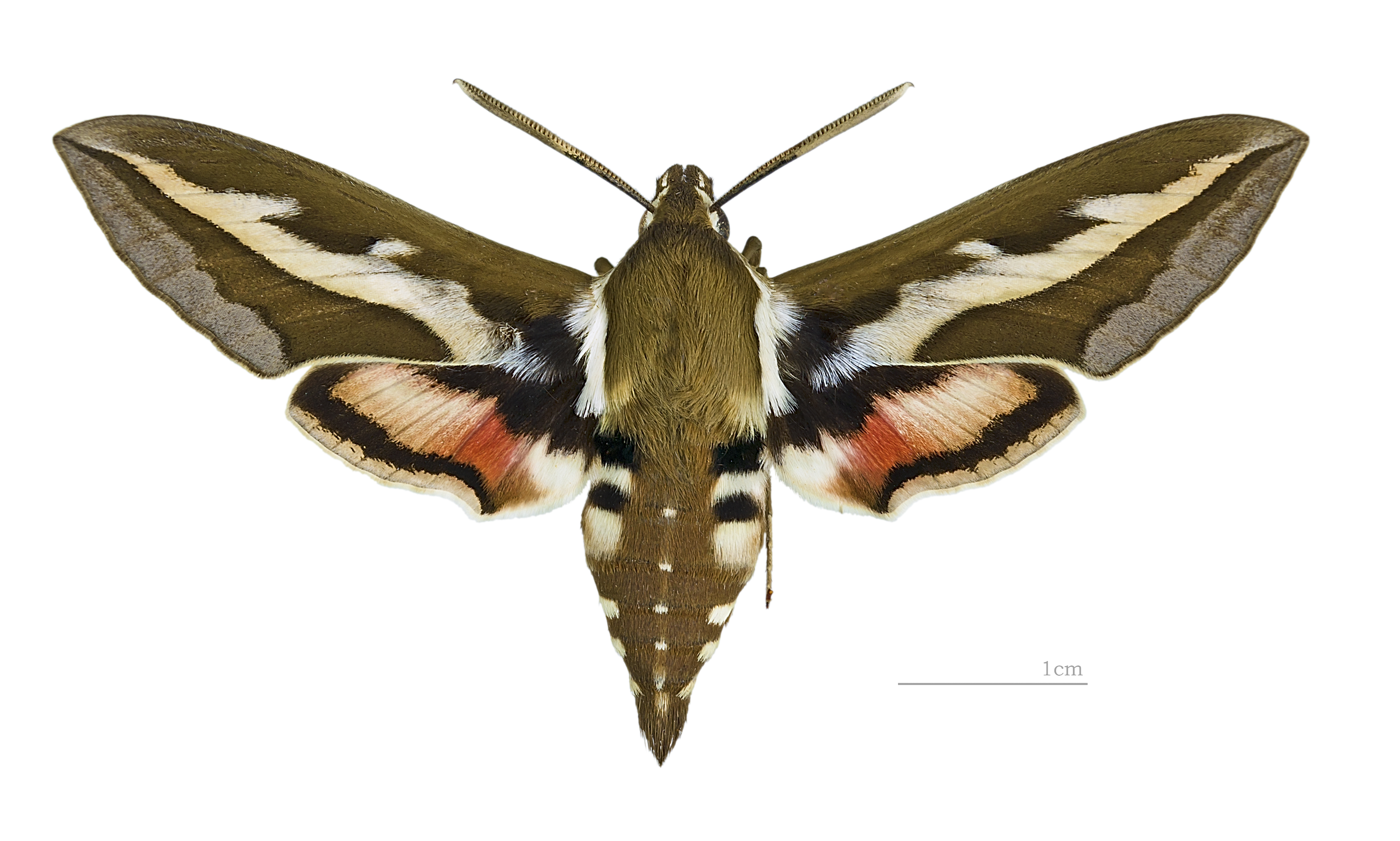
♂
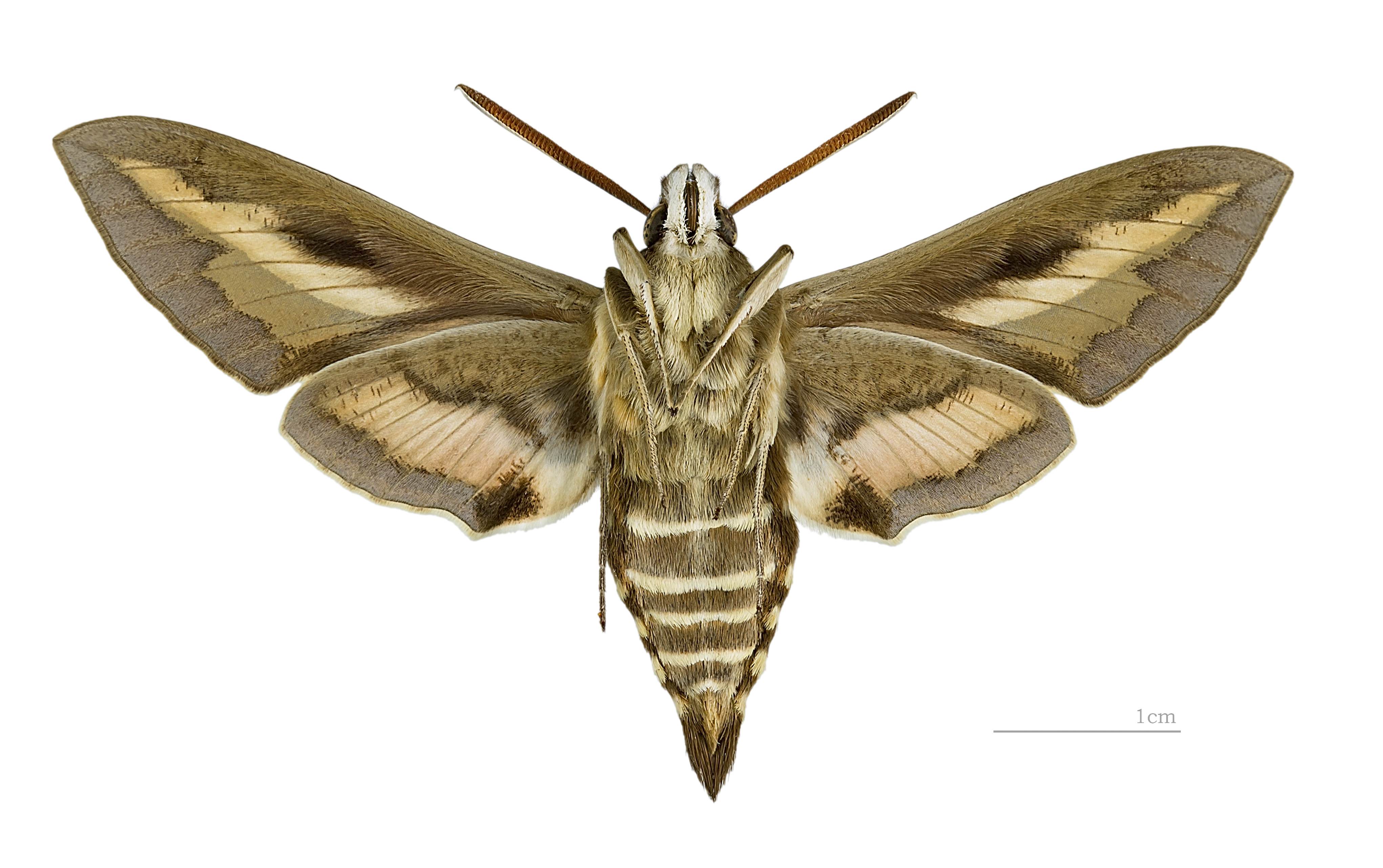
♂ △

|  |  |  |

|  |  |  |